# Rajd Rzeszowski 2003
Rajd Rzeszowski 2003 – 11. edycja Rajdu Rzeszowskiego. Był to rajd samochodowy rozgrywany od 8 do 9 sierpnia 2003 roku. Była to czwarta runda Rajdowych Samochodowych Mistrzostw Polski w roku 2003. Rajd składał się z dwunastu odcinków specjalnych.

## Wyniki końcowe rajdu[1]
| Miejsce | Kierowca           | Pilot               | Samochód                  | Czas      | Strata   | Grupa Klasa |
| ------- | ------------------ | ------------------- | ------------------------- | --------- | -------- | ----------- |
| 1       | Tomasz Czopik      | Łukasz Wroński      | Mitsubishi Lancer Evo VII | 1:42:45.0 | -        | A8          |
| 2       | Sebastian Frycz    | Jarosław Baran      | Mitsubishi Lancer Evo V   | 1:44:12.6 | +1:27.6  | N4          |
| 3       | Maciej Lubiak      | Maciej Wisławski    | Mitsubishi Lancer Evo V   | 1:46:30.4 | +3:45.4  | N4          |
| 4       | Grzegorz Grzyb     | Przemysław Mazur    | Peugeot 206 S1600         | 1:46:51.6 | +4:06.6  | A6          |
| 5       | Mariusz Stec       | Zbigniew Gruszka    | Mitsubishi Lancer Evo VI  | 1:47:08.0 | +4:23.0  | N4          |
| 6       | Michał Sołowow     | Maciej Baran        | Mitsubishi Lancer Evo VII | 1:48:52.3 | +6:07.3  | N4          |
| 7       | Michał Duda        | Robert Gliwiak      | Mitsubishi Lancer Evo VI  | 1:49:01.6 | +6:16.6  | N4          |
| 8       | Piotr Maciejewski  | Piotr Kowalski      | Mitsubishi Lancer Evo VI  | 1:52:11.2 | +9:26.2  | N4          |
| 9       | Stefan Karnabal    | Tomasz Pędzikiewicz | Renault Clio RS           | 1:53:22.6 | +10:37.6 | N3          |
| 10      | Mariusz Pelikański | Daniel Dymurski     | Peugeot 206 XS            | 1:53:40.6 | +10:55.6 | RPP         |